# Gimnastika na Poletnih olimpijskih igrah 2004
Gimnastika na Poletnih olimpijskih igrah 2004. Tekmovanja so potekala v osmih disciplinah za moške in šestih za ženske v športni gimnastiki, dveh disciplinah za ženske v ritmični gimnastiki ter po eni disciplini za moške in ženske na prožni ponjavi med 14. in 29. avgustom 2004 v Atenah. Tekmovalo je 252 telovadcev iz 45-ih držav. 

## Športna gimnastika

### Dobitniki medalj
| Disciplina          | Zlato | Srebro                                                                                     | Bron |
| Mnogoboj ekipno     | Japonska · Takehiro Kašima · Hisaši Mizutori · Daisuke Nakano · Hirojuki Tomita · Naoja Cukahara · Isao Joneda | ZDA · Jason Gatson · Morgan Hamm · Paul Hamm · Brett McClure · Blaine Wilson · Guard Young | Romunija · Marian Drăgulescu · Ilie Daniel Popescu · Dan Nicolae Potra · Răzvan Dorin Şelariu · Ioan Silviu Suciu · Marius Urzică |
| Mnogoboj posamično  | Paul Hamm (USA)                                                                                                | Kim Dae-Eun (KOR)                                                                          | Jang Tae-Joung (KOR) |
| Parter              | Kyle Shewfelt (CAN)                                                                                            | Marian Drăgulescu (ROU)                                                                    | Jordan Jovčev (BUL) |
| Konj z ročaji       | Teng Haibin (CHN)                                                                                              | Marius Urzică (ROU)                                                                        | Takehiro Kašima (JPN) |
| Krogi               | Dimosthenis Tampakos (GRE)                                                                                     | Jordan Jovčev (BUL)                                                                        | Juri Chechi (ITA) |
| Preskok             | Gervasio Deferr (ESP)                                                                                          | Jevgēņijs Saproņenko (LAT)                                                                 | Marian Drăgulescu (ROU) |
| Enovišinska bradlja | Valerij Gončarov (UKR)                                                                                         | Hirojuki Tomita (JPN)                                                                      | Li Šiaopeng (CHN) |
| Drog                | Igor Cassina (ITA)                                                                                             | Paul Hamm (USA)                                                                            | Isao Joneda (JPN) |

### Dobitnice medalj
| Disciplina          | Zlato | Srebro | Bron |
| Mnogoboj ekipno     | Romunija · Oana Ban · Alexandra Eremia · Cătălina Ponor · Monica Roşu · Nicoleta Daniela Şofronie · Silvia Stroescu | ZDA · Mohini Bhardwaj · Annia Hatch · Terin Humphrey · Courtney Kupets · Courtney McCool · Carly Patterson | Rusija · Ljudmila Ježova · Svetlana Horkina · Marija Krijočkova · Ana Pavlova · Jelena Zamolodčikova · Natalija Zigančina |
| Mnogoboj posamično  | Carly Patterson (USA)                                                                                               | Svetlana Horkina (RUS)                                                                                     | Žang Nan (CHN) |
| Preskok             | Monica Roşu (ROU)                                                                                                   | Annia Hatch (USA)                                                                                          | Ana Pavlova (RUS) |
| Dvovišinska bradlja | Émilie Le Pennec (FRA)                                                                                              | Terin Humphrey (USA)                                                                                       | Courtney Kupets (USA) |
| Gred                | Cătălina Ponor (ROU)                                                                                                | Carly Patterson (USA)                                                                                      | Alexandra Eremia (ROU) |
| Parter              | Cătălina Ponor (ROU)                                                                                                | Nicoleta Daniela Şofronie (ROU)                                                                            | Patricia Moreno (ESP) |

## Ritmična gimnastika

### Dobitnice medalj
| Disciplina         | Zlato | Srebro | Bron |
| Mnogoboj ekipno    | Rusija · Olesja Belugina · Olga Glackih · Tatjana Kurbakova · Natalija Lavrova · Jelena Posevina · Jelena Murzina | Italija · Elisa Blanchi · Fabrizia D'Ottavio · Marinella Falca · Daniela Masseroni · Elisa Santoni · Laura Vernizzi | Bolgarija · Žaneta Ilieva · Jeleonora Kežova · Zornica Marinova · Kristina Ranguelova · Galina Tančeva · Vladislava Tančeva |
| Mnogoboj posamično | Alina Kabajeva (RUS)                                                                                              | Irina Čačina (RUS)                                                                                                  | Ana Besonova (UKR) |

## Prožna ponjava

### Dobitniki medalj
| Disciplina | Zlato               | Srebro                      | Bron                 |
| Posamično  | Jurij Nikitin (UKR) | Aleksander Moskalenko (RUS) | Henrik Stehlik (GER) |

### Dobitnice medalj
| Disciplina | Zlato                | Srebro               | Bron               |
| Posamično  | Anna Dogonadze (GER) | Karen Cockburn (CAN) | Huang Šanšan (CHN) |

## Medalje po državah
| Poz | Država       | Zlato | Srebro | Bron | Skupaj |
| 1   | Romunija     | 4     | 3      | 3    | 10     |
| 2   | ZDA          | 2     | 6      | 1    | 9      |
| 3   | Rusija       | 2     | 3      | 2    | 7      |
| 4   | Ukrajina     | 2     | 0      | 1    | 3      |
| 5   | Italija      | 1     | 1      | 1    | 3      |
| 6   | Japonska     | 1     | 1      | 2    | 4      |
| 7   | Kanada       | 1     | 1      | 0    | 2      |
| 8   | Kitajska     | 1     | 0      | 3    | 4      |
| 9   | Nemčija      | 1     | 0      | 1    | 2      |
| 9   | Španija      | 1     | 0      | 1    | 2      |
| 11  | Francija     | 1     | 0      | 0    | 1      |
| 11  | Grčija       | 1     | 0      | 0    | 1      |
| 13  | Bolgarija    | 0     | 1      | 2    | 3      |
| 14  | Južna Koreja | 0     | 1      | 1    | 2      |
| 15  | Latvija      | 0     | 1      | 0    | 1      |